# Dama roja de Paviland
La dama roja de Paviland (en inglés: Red Lady of Paviland)  es el nombre tradicional dado a un esqueleto fósil parcial de Homo sapiens de un hombre teñido en ocre rojo que fue enterrado en Gran Bretaña hace unos 33 000 AP (según última datación de 2009). Los huesos fueron descubiertos en 1823 por William Buckland en una excavación arqueológica en la cueva de Goat's Hole (lit., 'agujero de la cabra', cueva de Paviland), una de las cuevas de piedra caliza entre Port Eynon y Rhossili en la península de Gower, al sur de Gales.
Al principio, se pensaba que los restos eran de una mujer de la época de la Gran Bretaña romana, sin embargo, un análisis más reciente indica que los huesos corresponden a un varón joven, de alrededor de veinte años. Goat's Hole estuvo ocupado a lo largo de la prehistoria. Los artefactos son predominantemente aurignaciaenses, pero también hay ejemplos de los preiodos del  temprano  Musteriense, tardío gravetiense y Creswelliense.
Es el descubrimiento científico más antiguo de restos humanos prehistóricos, que no se identificó como tal en ese momento, y uno de los enterramientos ceremoniales más antiguos del Paleolítico Superior en Europa.
Es el segundo fósil de hombre moderno más antiguo en el Reino Unido después del de la gruta de Kent, que data de entre  35 000 y 43 000 años.

## Descubrimiento
En 1822, Daniel Davies y John Davies, respectivamente cirujano y vicario anglicano en Port Eynon, en la costa sur de Gales, Reino Unido, exploraron una cueva (llamada cueva [de] Paviland) y encontraron huesos de animales allí, incluyendo un colmillo de mamut. La familia Talbot del castillo de Penrice fue informada de ello y la señorita Mary Theresa Talbot, entonces la mayor de las niñas solteras, se unió a una expedición en el sitio y encontró huesos considerados como «huesos de elefantes» el 27 de diciembre de 1822. William Buckland, entonces profesor de geología en la Universidad de Oxford  y corresponsal con esta familia, fue contactado y aceptó ir al sitio. Llegó el 18 de enero de 1823 y pasó una semana en Goat's Hole, donde tuvo lugar su famoso descubrimiento. Más tarde, ese mismo año, escribiendo sobre su hallazgo en su libro Reliquiae Diluvianae [Reliquias del diluvio], Buckland explicó:

Encontré el esqueleto envuelto en una capa de ocre... que tiñó la tierra, y en algunas partes se extendió hasta una distancia de alrededor de media pulgada [12 mm] alrededor de los huesos... Cerca de la parte del hueso del muslo donde normalmente se lleva el bolsillo, también rodeada por ocre [estaban] alrededor de dos puñados de  Nerita littoralis [conchas de periwinkle]. En otra parte del esqueleto, es decir, en contacto con las costillas [había] cuarenta o cincuenta fragmentos de varillas de marfil [también] algunos pequeños fragmentos de anillos hechos del mismo marfil y encontrados con las varillas . Tanto varillas como anillos, así como las conchas de neritas, estaban teñidas superficialmente de rojo, y yacían en la misma sustancia roja que envolvía los huesos.
I found the skeleton enveloped by a coating of a kind of ruddle ... which stained the earth, and in some parts extended itself to the distance of about half an inch [12 mm] around the surface of the bones ... Close to that part of the thigh bone where the pocket is usually worn surrounded also by ruddle [were] about two handfuls of the Nerita littoralis [periwinkle shells]. At another part of the skeleton, viz in contact with the ribs [were] forty or fifty fragments of ivory rods [also] some small fragments of rings made of the same ivory and found with the rods ... Both rods and rings, as well as the Nerite shells, were stained superficially with red, and lay in the same red substance that enveloped the bones.
 Reliquiae Diluvianae, William Buckland

Cuando el creacionista Buckland descubrió el esqueleto en 1823, su pericia juzgó mal su edad y género. Buckland pensaba que los restos humanos no podían ser más antiguos que el Gran Diluvio bíblico, y por lo tanto subestimó su verdadera edad, creyendo que los restos databan de la era romana. Buckland creyó que el esqueleto era femenino en gran parte porque lo descubrió con elementos ornamentales, como collares de conchas perforadas y joyas qpensaba que eran de marfil de elefante, pero que ahora se sabe que están talladas en el colmillo de un mamut. Esos adornos, combinados con el tinte rojo del esqueleto, hicieron que Buckland especulara erróneamente que los restos pertenecían a una prostituta o bruja romana

## Hallazgos
Cuando se realizó una segunda excavación arqueológica en la cueva de Paviland en 1912, se reconoció por comparación con otros descubrimientos que ya se habían realizado en Europa, que los restos eran del Paleolítico, aunque antes de que se inventara la datación por radiocarbono en la década de 1950, no existía ningún método científico para determinar la antigüedad de los restos prehistóricos. Históricamente, la datación por carbono ha tendido a dar resultados que eran subestimaciones de la antigüedad de las muestras, y a medida que las técnicas de datación por radiocarbono se han desarrollado y se han vuelto más precisas, la edad de la dama roja de Paviland ha sido retrasada gradualmente.
En la década de 1960, Kenneth Oakley publicó una determinación de radiocarbono de 18,460 ± 340 BP.  Los resultados publicados en 1989 y 1995 sugieren que el individuo de la cueva vivió hace aproximadamente 26 000 años (26,350 ± 550 BP, OxA-1815), durante los últimos periodos del Paleolítico superior. Un examen realizado en 2007 por Thomas Higham de la Universidad de Oxford y por Roger Jacobi del British Museum, sugirió una fecha de hace 29 000 años. Una recalibración de los resultados en 2009 sugiere una edad de 33 000 años.
Aunque ahora se encuentra  en la costa, en el momento del entierro la cueva se habría ubicado aproximadamente a unos 110 km tierra adentro, con vistas a una llanura. Cuando los restos se dataron de hace unos 26 000 años, se pensaba que la "dama roja" vivía en un momento en el que una capa de hielo del período glacial más reciente, en las islas británicas llamada Glaciación Devensiana, habría estado avanzando hacia el sitio y, que por ello, el clima habría sido más parecido al de la Siberia actual, con temperaturas máximas de quizás 10 °C en verano, −20 °C en invierno y vegetación de tundra. Sin embargo, las nuevas dataciones indican que vivió durante un período más cálido del interpleniglaciar (fin del SIO 3).
El análisis de proteínas óseas indica que vivió con una dieta de entre un 15% y un 20% de pescados, lo que, junto con la distancia del mar, sugiere que las personas pueden haber sido seminómadas o que la tribu transportó el cuerpo desde una zona costera a la región para el entierro. El menú también debía incluir igualmente mamut, rinoceronte lanudo y reno.

## Conservación
Cuando se descubrió el esqueleto, Gales carecía de un museo para albergarlo, por lo que se trasladó a la Universidad de Oxford, donde Buckland era profesor. En diciembre de 2007 fue prestado durante un año al Museo Nacional de Cardiff. Las excavaciones subsiguientes produjeron más de 4000 pedernales, dientes y huesos, agujas y brazaletes, que se exponen en el Museo Swansea y en el Museo Nacional de Cardiff.

## Evidencia de los primeros humanos modernos
El análisis de las evidencias de las dos excavaciones en la cueva de Long Hole en la península de Gower, incluidos los sedimentos y el polen, así como la evidencia lítica, ha identificado a Long Hole como un contemporáneo sitio aurignaciense y relacionado con el sitio en Paviland, evidencia de los primeros humanos modernos en Gran Bretaña.

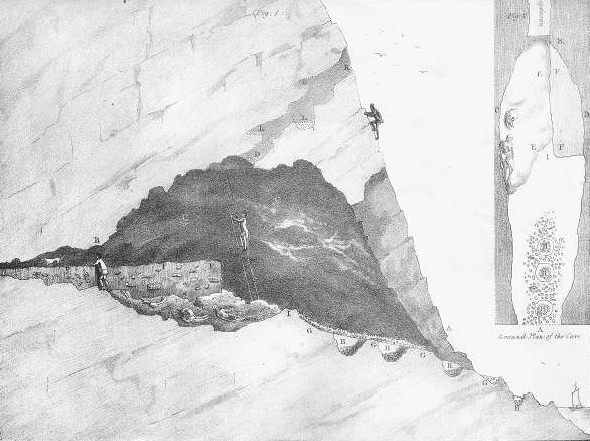
Grotte du Trou de la Chèvre.
Illustration publiée par William Buckland en 1824